# Mesoleptus foveolatus
Mesoleptus foveolatus là một loài tò vò trong họ Ichneumonidae.